# Палчей Артем Михайлович
Арте́м Миха́йлович Палчей — майор Служби безпеки України.

## Нагороди
За особисту мужність і героїзм, виявлені у захисті державного суверенітету та територіальної цілісності України, вірність військовій присязі під час бойових дій та при виконанні службових обов'язків, відзначений — нагороджений
- 10 жовтня 2015 року — орденом Богдана Хмельницького III ступеня.